# Heptochona praecox
Heptochona praecox (Syn. Rhabdochona praecox) ist eine Art der Rollschwänze, die bei Krabben im Hepatopankreas parasitiert. Sie befällt Süßwasserkrabben in Sri Lanka, der Erstnachweis erfolgte bei Krabben der Gattung Paratelphusa (Potamonidae). Die gesamte Entwicklung verläuft im Hepatopankreas. Da die Art hochspezialisiert ist, vermuten die Erstbeschreiber, dass sie ursprünglich einen Wirbeltier-Wirt besaß, dieser aber ausgestorben oder seine Population stark reduziert ist.

## Merkmale
Heptochona praecox hat eine dünne (etwa 6 µm) und glatte Kutikula ohne Ornamentierungen. Die Lippen sind undeutlich. Die sechseckige Mundöffnung wird von acht Zähnen sowie einem inneren und äußeren Ring von vier Kopfpapillen umgeben. Jede äußere Papille wird von einem Paar tassenförmiger Drüsen begrenzt, die von einer geschwollenen Kutikulaportion bedeckt sind. Die Mundöffnung führt in einen gut entwickelten Mundraum, der am Eingang trichterförmig, an der Basis zylindrisch ist. Die Basis des Mundraums wird von einem 18 µm großen Ösophaguskragen umgeben. Die Muskel- und die Drüsenregionen des Ösophagus sind ungleich groß, letztere hat am Ende eine kleine Klappe. Deiriden und Phasmiden sind undeutlich.
Weibchen sind 27 (17–57) mm lang und 197 (153–315) µm dick. Die Mundöffnung hat einen Durchmesser von 18 (16–21) µm, die Zähne sind 7–9 µm lang, die Mundhöhle ist 200 (162–234) µm lang, der Muskelteil des Ösophagus 266 (207–315) µm, der Drüsenteil 515 (432–738) µm. Der Nervenring liegt 218 µm hinter dem Vorderende, die Ausscheidungspore 359 µm. Die Vulva liegt 57 (52–71) % vom Kopfende entfernt, die Vagina ist 1,31 (0,61–1.71) mm lang. Die Eierstöcke sind paarig, gegenüberliegend und an den Spitzen umgebogen oder erweitert. Der hintere Eierstock reicht manchmal bis zum Anus. Die Eier sind embryoniert, dünnschalig und 29 (25–35) µm × 17 (14–23) µm groß. Der Schwanz ist spitz und 413 (279–540) µm lang.
Männchen sind 10 (7–13) mm lang und 127 (99–144) µm dick. Die Mundöffnung hat einen Durchmesser von 16 (14–18) µm, die Zähne sind 7 bis 9 µm lang, die Mundhöhle 173 (135–189) µm, der Muskelteil des Ösophagus 208 (135–261) µm, der Drüsenteil 401 (351–522) µm. Der Nervenring liegt 215 µm hinter dem Vorderende, die Ausscheidungspore 318 µm. Der Hoden ist unpaar und an der Spitze umgebogen. Das linke Spiculum ist 2,1 (1,7–2,5) mm lang und fadenförmig. Das rechte Spiculum ist 86 (71–97) µm lang, also deutlich kürzer, und hat einen membranartigen Pfropfen am Ende. Das Gubernaculum ist 38 (28–46) µm lang. Der Schwanz ist 373 (274–522) µm lang, eine Bursa copulatrix fehlt. Die Zahl der Schwanzpapillen ist reduziert auf drei Paare nach und zwei vor der Kloake.